# Broklandsau
Die Broklandsau ist ein linker Nebenfluss der Eider in Norderdithmarschen, ein kleiner Wiesenfluss, der von den Quellbächen Wierbek im Norderwohld und Osterau im Kreisforst an der B 203 in Welmbüttel gebildet wird; letztere wird wiederum von der Lindenerau im Norden gespeist.

## Verlauf
Der Fluss liegt südlich der Eider. Etwa vier Fünftel dieser Region entwässern nordwärts über die vielverzweigte Broklandsau in die Eider. Die Au ist ein Gewässer, das in seiner weiten Niederung eher als ein großer "Abzugsgraben" zu erkennen ist. Ihre Quellströme reichen zurück, bis auf die Höhen um Tellingstedt und in das Nordhastedter Moor, das einst von einem flächig weiten See bedeckt war. Der Fluss hat in der Niederung nur sehr geringes Gefälle. Daher wird seine Strömungsgeschwindigkeit vorwiegend von dem Schub des Wasseraufkommens (Niederschlag und Schmelze) bestimmt.
Aus dem Osten herbei fließen nimmt die Broklandsau einen großen Bogen um die Süderheistedter Geest. Anschließend zieht der Fluss verhältnismäßig geradlinig nach Norden. Auf geografischer Breite der Lundener Nehrung, wo die Niederung teilweise unter NN liegt, nahm sie einst einige Moorseen auf, von denen in heutiger Zeit nur noch kleine Restflächen erhalten sind.

## Geschichte
Noch bis in das 14. Jahrhundert hinein teilte sich das Gewässer in Höhe Schlichting.
Der ostwärts ziehende Zweig mündete ursprünglich in Höhe des späteren Helmkoogs in die Eider. Später wurde diese Mündung in die Eiderschleife um den gegenüber liegenden Deljekoog verlegt. Der ehedem nordwärts ziehende Zweig lief geradeaus weiter bis in die Eiderschleife bei Neuensiel, in der Nähe von St. Annen. Er wurde schließlich zugeschüttet, da er infolge verbesserter Entwässerung über den seither alleinigen östlichen Mündungszweig nicht mehr nötig war.
Mit seinen weiten Niederungen, flussaufwärts bis vor Heide, war das Broklandsautal ehemals eines der großen Vorflut-Gebiete der Eider. Das heißt, die täglich zweimal auftretende Nordseeflut drang über die seinerzeit noch ungeschützte Mündung der Eider vor bis in das Binnenland. Die Flutwelle überschwemmte alle nächsterreichbaren Niederungen. Sie wurde erst schwächer, je weiter sie sich verteilen konnte.
Dies Verhältnis der Broklandsau und ihrer Niederung änderte sich erst ab dem 14./15. Jahrhundert, nach dem Einbruch der Mandränken 1362 und 1436 und dem unmittelbar darauf folgenden Beginn der Bedeichungen.
Durch die Mandränken verschlechterten sich die Verhältnisse so sehr, dass man sich sogar zu dem Bau der sogenannten Aukrugbrücke genötigt sah, diese vielfach erneuerte Brücke liegt auch heute noch in einem schmalen Moorstreifen zwischen Ostrohe und Süderheistedt. Allein mit dieser Brücke war es möglich, die Wegeverbindung zwischen Heide und den östlich liegenden Höhen der norderdithmartscher Geest aufrechtzuerhalten.
Ähnlich die Situation im Bereich der nur wenig später entstandenen Eishemmbrücke zwischen Kleve und Schlichting. Diese Brücke markiert den Schlüsselpunkt in der bodenkulturellen Entwicklungsgeschichte Norderdithmarschens.

## Bodengewinnung und Urbarmachung
Um in dieser nassmoorigen Niederung Köge anlegen zu können, mussten die regelmäßig von innen und von außen aufkommenden Fluten sowie das hochstehende Grundwasser bedacht werden. Daher genügte es denn auch nicht allein, einen Deich gegen das Außenhochwasser anzulegen. Zugleich musste das Binnenhochwasser reguliert werden.
In die Engstelle zwischen Kleve und Schlichting baute man zu diesem Zweck einen Deich. Es ist überliefert, dass eine in den Deich hinein gebaute Brücke, ein Vorläufer der Eishemmbrücke, die Broklandsau überquerte und dass sie zum Zwecke der Entwässerung mit einem Siel versehen war. Das Bauwerk schirmte die südlich und westlich gelegenen Teile der Niederung gegen das Außenhochwasser ab. Den Stand des Binnenwassers aber bestimmten die Anlieger fortan selbst mit Hilfe des Siels. Damit gelang es, diesen Teil der Niederung nutzbar zu machen, bis hinauf nach Heide.
Erst nach diesem Beispiel ging man daran, auch den nördlichen Teil der Ebene einzudeichen. Das begann mit dem Eiderdeich, der vom Seedeich an der Eidermündung bis zum östlichen Mündungsarm der Broklandsau durchgezogen wurde. Sodann erhielt der Kleve-Schlichtinger Deich einen Flügeldeich bis zur Eider. Mit dem Eiderdeich, dem Kleve-Schlichtinger Deich und der im Westen abschließenden Lundener Nehrung, war fortan auch die nördliche Hälfte des Broklandsautales, die Norderhamme, ringsum eingeschlossen, war damit vor Sturmfluten geschützt. Die Entwässerung und Trockenlegung im Sinne der Landgewinnung konnte beginnen.
Infolge der Uferbedeichungen war das regelmäßig einströmende Meereshochwasser in der Eider immer höher gestiegen. Entsprechend hatte sich auch der Abstrom erhöht. Der staute ehedem vor den Flussschleifen, hatte dort zu Überschwemmungen geführt, unter anderem auch gemeinsam mit der Entwässerung über die Broklandsau. Das Wasser suchte sich einen Ausweg, quer über die verschiedenen Landzungen hinweg. Diese neuen Rinnen spülten nach und nach aus. Zwischen dem ursprünglichen Flussbett und den neuen Rinnen bildeten sich Inseln. Nach jahrzehntelanger Entwicklung waren Rinnen und Flussbett nicht mehr zu unterscheiden. 
Zum rechtlichen Anspruch auf die so entstandenen Inseln nach der damaligen, speziellen Rechtssituation findet sich im Sachsenspiegel (II § 56, 2 und 3) folgendes:
"Überflutet das Wasser ein Land, so hat es der verloren, dem es gehörte. Sucht sich das Wasser dann aber einen neuen Abfluss, so gehört das Land wieder seinem früheren Besitzer. Liegt die Insel in einem Fluß, so gehört sie zu dem Ufer, dem sie am nächsten ist. Liegt sie in der Mitte des Flusses, so gehört sie zu beiden Ufern. Das gilt auch, wenn das Flussbett austrocknet."
Die Norderdithmarscher waren schneller als das Recht. Sie schütteten die südlichen Wasserläufe der Eider zu und verlegten den Eiderdeich an den Nordrand der so gewonnenen Eilande. Die wurden dadurch erkennbare Bestandteile des norderdithmarschen "Festlandes". Daraus entwickelten sich dann der Bösbütteler-, der Horster-, der Delver-, der Bethjehemmer, der Deljekoog, sowie einige zurückliegende kleinere Köge. Den Bethjehemmer und den Deljekoog mussten die Dithmarscher allerdings gegen Ende des 15. Jahrhunderts abtreten an Stapelholm, am Nordufer der Eider; Ergebnis eines langen Rechtsstreites.
Mit diesen umfangreichen Veränderungen war das Broklandsautal, war die Norderdithmarscher Niederung vor den Fluten der Eider verschlossen. Mit dem anschließend nach und nach ausgebauten Siel- und Grabensystem entwickelte sich die Entwässerung, zur Hauptsache über die Broklandsau, teilweise aber auch direkt in die Eider.

## Quelle
- Gerd Quedenbaum: Vorflut. Der Eiderverband. Ein Beitrag zur Geschichte des Deich- und Entwässerungswesens in der mittleren Eiderregion, Düsseldorf 2000. ISBN 3-921908-08-6

1. ↑  Quedenbaum: Vorflut, S. 15.
2. 1 2  Quedenbaum: Vorflut, S. 19–22.